# Bortigiadas
Bortigiadas (Bultiggjata in gallurese /bulti'ɟːata/, Boltizadas in sardo) è un comune italiano di 696 abitanti della provincia della Gallura Nord-Est Sardegna, situato nella subregione storica della Gallura.

## Storia
Le prime tracce documentate sul centro abitato risalgono al XIV secolo col nome di "Orticlada" e apparteneva alla diocesi di Civita (oggi Olbia). Altri documenti citano il toponimo come "Gortiglaca" (documento custoditi presso l'archivio della Corona d'Aragona a Barcellona) o "Bortiglassa". Vi transitava probabilmente l'antica strada romana che collegava Olbia a Tibula (presso Castelsardo) passando per Tempio.
In epoca medievale appartenne al giudicato di Gallura e fece parte della curatoria di Gemini. Alla caduta del giudicato (1296) passa sotto il dominio pisano, e dal 1326 sotto il dominio aragonese, presso il quale divenne un feudo assegnato ai marchesi Fadriguez Fernandez, ai quali rimase fino al 1839, quando fu loro riscattato con l'abolizione del sistema feudale.

### Simboli
Lo stemma e il gonfalone del comune di Bortigiadas sono stati concessi con il decreto del presidente della Repubblica del 29 luglio 2010.
La quercia di sughero che oltre ad alludere al toponimo che significa "sughereto", simboleggia una delle principali risorse economiche del territorio, prevalentemente ricoperto da boschi di quercia; le dodici ghiande richiamano il numero delle principali borgate che compongono il paese; le due colombe, simbolo di pace, vogliono sottolineare la bontà d'animo dei bortigiadesi.
Il gonfalone è un drappo di giallo.

## Monumenti e luoghi d'interesse

### Architetture religiose
- chiesa di San Nicola
- chiesa di Santa Croce
- chiesa del Carmelo
- chiesa di San Pancrazio
- chiesa della Santissima Trinità
- chiesa di Santa Lucia
- chiesa di San Lussorio
- Chiesa dello Spirito Santo, nella frazione di Tisiennari

## Società

### Evoluzione demografica
Abitanti censiti

### Lingue e dialetti
A Bortigiadas si parla esclusivamente il gallurese ma storicamente e fino alla metà del Novecento veniva prevalentemente utilizzato il sardo nella variante logudorese, di cui costituiva una penisola linguistica nella regione storica della Gallura.

## Economia
Bortigiadas vive prevalentemente di agricoltura e turismo. Ricade nella zona di produzione dei vini previsti nel disciplinare Vermentino di Gallura DOCG. Vi si trova anche il Museo mineralogico contenente numerosi pezzi di grande pregio. Nei dintorni sorge il nuraghe Su Nuracu; di notevole bellezza la vetta di punta Salizi con la sua abbondante vegetazione.

## Infrastrutture e trasporti

### Ferrovie
Nel comune sono presenti due stazioni ferroviarie, Bortigiadas e Scala Ruia, lungo la ferrovia Sassari-Tempio-Palau, linea utilizzata in questo tratto sino al 1997 per i servizi di trasporto pubblico e successivamente per esclusivi impieghi turistici legati al Trenino Verde. Il percorso della ferrovia nel territorio comunale si caratterizza inoltre per la presenza di una delle due gallerie elicoidali presenti nella rete ferroviaria sarda.

## Amministrazione
| Periodo         | Periodo         | Primo cittadino | Partito                                | Carica  | Note   |
| --------------- | --------------- | --------------- | -------------------------------------- | ------- | ------ |
| 23 aprile 1995  | 16 aprile 2000  | Luciano Dessena | lista civica                           | Sindaco | [ 6 ]  |
| 16 aprile 2000  | 8 maggio 2005   | Luciano Dessena | lista civica                           | Sindaco | [ 7 ]  |
| 8 maggio 2005   | 30 maggio 2010  | Emiliano Deiana | lista civica                           | Sindaco | [ 8 ]  |
| 30 maggio 2010  | 31 maggio 2015  | Emiliano Deiana | lista civica "Insieme per Bortigiadas" | Sindaco | [ 9 ]  |
| 31 maggio 2015  | 26 ottobre 2020 | Emiliano Deiana | lista civica "Insieme per Bortigiadas" | Sindaco | [ 10 ] |
| 26 ottobre 2020 | in carica       | Nicolò Saba     | lista civica "Uniti per Bortigiadas"   | Sindaco | [ 11 ] |